# Albawings
Albawings — албанська бюджетна авіакомпанія, головний офіс якої знаходиться у Тирані та базується в аеропорту Тирани.

## Напрямки
| Держава | Місто     | Аеропорт  | Примітки |
| ------- | --------- | --------- | -------- |
| Албанія | Тирана    | Тирана    | Хаб      |
| Італія  | Анкона    | Анкона    |          |
| Італія  | Барі      | Барі      |          |
| Італія  | Болонья   | Болонья   |          |
| Італія  | Флоренція | Флоренція |          |
| Італія  | Перуджа   | Перуджа   |          |
| Італія  | Піза      | Піза      |          |
| Італія  | Венеція   | Венеція   |          |
| Італія  | Верона    | Верона    |          |

### Код-шеринг
Albawings має код-шеринг з:
- Blue Panorama Airlines

## Флот

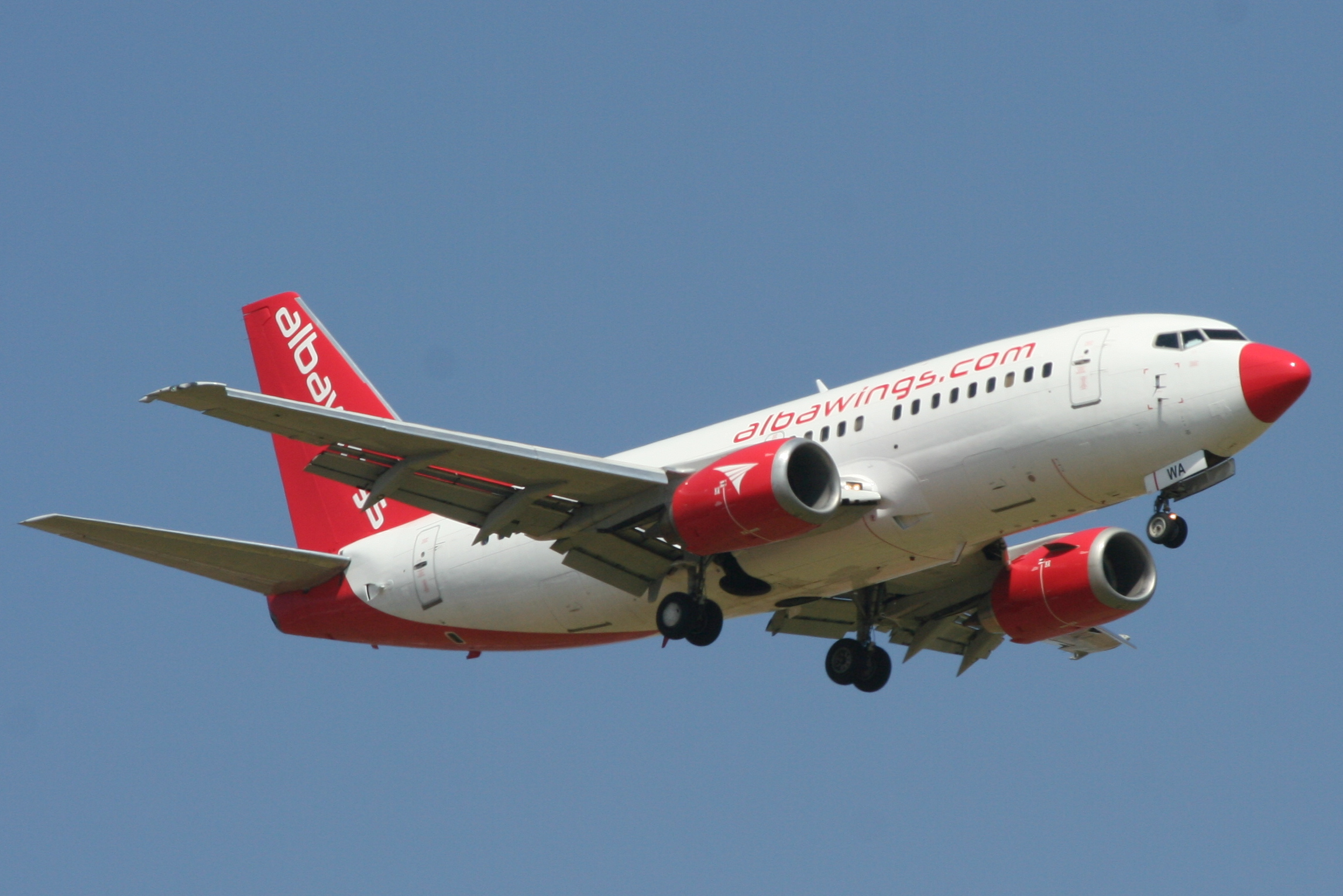
Albawings Boeing 737-500

Флот на лютий 2020: